# Hi Fly
Hi Fly è una compagnia aerea charter portoghese con sede a Lisbona.

## Storia
La compagnia aerea è stata costituita nel 2005 e ha concluso il suo processo di certificazione nell'aprile 2006, quando le è stato rilasciato un certificato di operatore aereo dall'autorità per l'aviazione civile portoghese, ANAC. Dopo aver ottenuto il certificato di operatore aereo, il vettore ha ottenuto tutte le omologazioni EU-OPS (regolamenti che specificano la sicurezza minima e le relative procedure per l'aviazione ad ala fissa per passeggeri e merci commerciali) e l'approvazione dall'Agenzia europea per la sicurezza aerea (EASA). Ha inoltre ottenuto la certificazione IATA Operational Safety Audit (IOSA) nel settembre 2011.
Il primo aereo di Hi Fly era un Airbus A330-300 che era stato precedentemente gestito da Air Luxor (che era di proprietà della stessa famiglia che ora possiede Hi Fly). Nel 2008 sono stati poi aggiunti due Airbus A310-300 che sono stati affittati a Oman Air per le prime rotte a lungo raggio del vettore (per Londra Heathrow e Bangkok).
Nuovi aerei sono stati poi consegnati da Airbus nel 2008 e nel 2009: un A330-200 e due A340-500, quest'ultimo utilizzato per circa 5 anni per conto di Arik Air in Nigeria sulla rotta tra Lagos e New York, dipinto con i suoi colori, fino a quando Hi Fly non ha ripreso possesso delle cellule nella primavera del 2015. Da allora, sono stati ottenuti anche altri A330 e A340, di cui quattro nel 2013. Nel febbraio 2014, Hi Fly ha aggiunto il suo primo velivolo a fusoliera stretta, un A321-200 che è stato affittato all'esercito belga in sostituzione dell'ex A330-300.
All'inizio di marzo 2013, Hi Fly Malta è stata creata come sussidiaria maltese di Hi Fly che gestiva una flotta di Airbus A340-600; quella divisione ora ospita una coppia di A340-300.
La sede principale di Hi Fly si trova nel centro di Lisbona. All'interno si trovano tutti gli uffici aziendali più i dipartimenti per le operazioni di volo e di terra, ingegneria e manutenzione, sicurezza, protezione, commerciale, finanza, amministrazione e controllo qualità. Ci sono anche aule di formazione per gli equipaggi di volo e di cabina. All'aeroporto di Lisbona c'è un hangar di manutenzione gestito da MESA, una sussidiaria del gruppo.
Nel maggio 2015, la compagnia aerea saudita Saudia ha immediatamente risolto un contratto di leasing a lungo termine con Hi Fly su due Airbus A330 dopo che uno di loro era stato visto all'aeroporto Ben Gurion in Israele con indosso la livrea di Saudia. Secondo i resoconti dei media israeliani, l'A330 era in fase di manutenzione ordinaria presso la Israel Aerospace Industries come da contratto con Hi Fly. Hi Fly ha successivamente restituito l'aereo al suo locatore insieme al suo A330-300 rimanente.
Nell'agosto 2017 è stato annunciato che Hi Fly avrebbe voluto rilevare due Airbus A380 di seconda mano. Infine, solo uno è stato aggiunto alla flotta della controllata Hi Fly Malta, poi dismesso nel 2020.

## Destinazioni
Hi Fly non ha destinazioni programmate. Si è specializzata in leasing di aeromobili in tutto il mondo e servizi ACMI su contratti a medio-lungo termine per compagnie aeree, tour operator, governi, società e privati.

## Flotta

### Flotta attuale
A aprile del 2024 la flotta di Hi Fly è così composta:

### Flotta storica
Hi Fly operava in precedenza con i seguenti aeromobili: